# Красновуска Маккара
Красновуска Маккара (Callicera macquarti) — вид комах з родини Syrphidae. 

## Морфологічні ознаки
Красивий та великий вид, який можна легко діагностувати за екзотичним виглядом. Види роду добре вирізняються серед інших дзюрчалок довгими вусиками (з чорними члениками і білим кінчиком) та золотистим з металевим полиском, забарвленням тіла. Від близького виду C. aurata (Rossi, 1790), що також мешкає в Україні і теж дуже рідкісний, відрізняється дрібнішими розмірами, будовою вусиків та іншими ознаками. 

## Поширення
Субтропічний вид з невеликим диз'юнктивним ареалом. В Україні мешкає тільки в Криму, на його південному березі (смт. Нікіта, Семидвор’є), поза межами Криму знайдено тільки на Чорноморському узбережжі Кавказу у межах Краснодарського краю Росії (м. Лазаревське) та Абхазії (м. Сухумі). Вид вкрай рідкісний, відомий по одиничних знахідках в усьому ареалі.

## Особливості біології
Біотопи/яруси перебування. У Криму мешкає у широколистяних лісах та рідколіссях нижнього лісостепового поясу південного макросхилу Кримських гір. Біологія практично невідома. Личинки, мешкають, імовірно, як і у вивчених видів роду, в дуплах листяних дерев, де живляться гнилою деревиною. Біологія розмноження: відомостей немає. Імаго літають у вересні, на Кавказі – до жовтня.

## Загрози та охорона
Треба продовжити пошуки виду в Криму з метою вивчення його біології. Заходи охорони мають бути аналогічними таким для листяних аборигенних південнобережних лісів Криму (припинення безконтрольних вирубок, особливо старих дерев).